# Église Saint-Pierre de Tranzault
Pour les articles homonymes, voir Église Saint-Pierre.
L'église Saint-Pierre de Tranzault, située à Tranzault, est une église remarquable par ses peintures murales, datant de la fin du XIXe siècle, exécutées par le peintre Raphaël Bodin.

## Histoire
L’église a été édifiée sur les assises d’une construction existante au XIe siècle près d’une source aux vertus thérapeutiques, dédiée plus tard à Sainte Geneviève. Elle dépend, lors de la construction, de l’abbaye bénédictine de Déols et ce sont les moines de l'abbaye de Varennes qui la dirigent comme prieuré jusqu’à la Révolution. Elle est ensuite rattachée à la paroisse du Lys-Saint-Georges, jusqu’ à ce que l’abbé Caillaud, curé de Mers-sur-Indre en 1828 la fasse ériger en chapelle vicariale, puis en église de Tranzault.
Le bâtiment a subi un incendie au début du XIXe siècle détruisant la voute en bois de la nef ainsi que la toiture constituée d’une charpente qui supportait une couverture en tuiles. Cet incendie a été à l’ origine des premiers travaux de réparations entrepris de 1838 à 1842.
Le transfert du cimetière, en 1870,  libère la place de l’église.
En 1871, sous la direction d'Alfred Dauvergne, alors architecte des bâtiments du département de l’Indre, sont poursuivis les travaux de restauration et de transformation d'envergure de l’église.

Église de Tranzault : aperçu des peintures
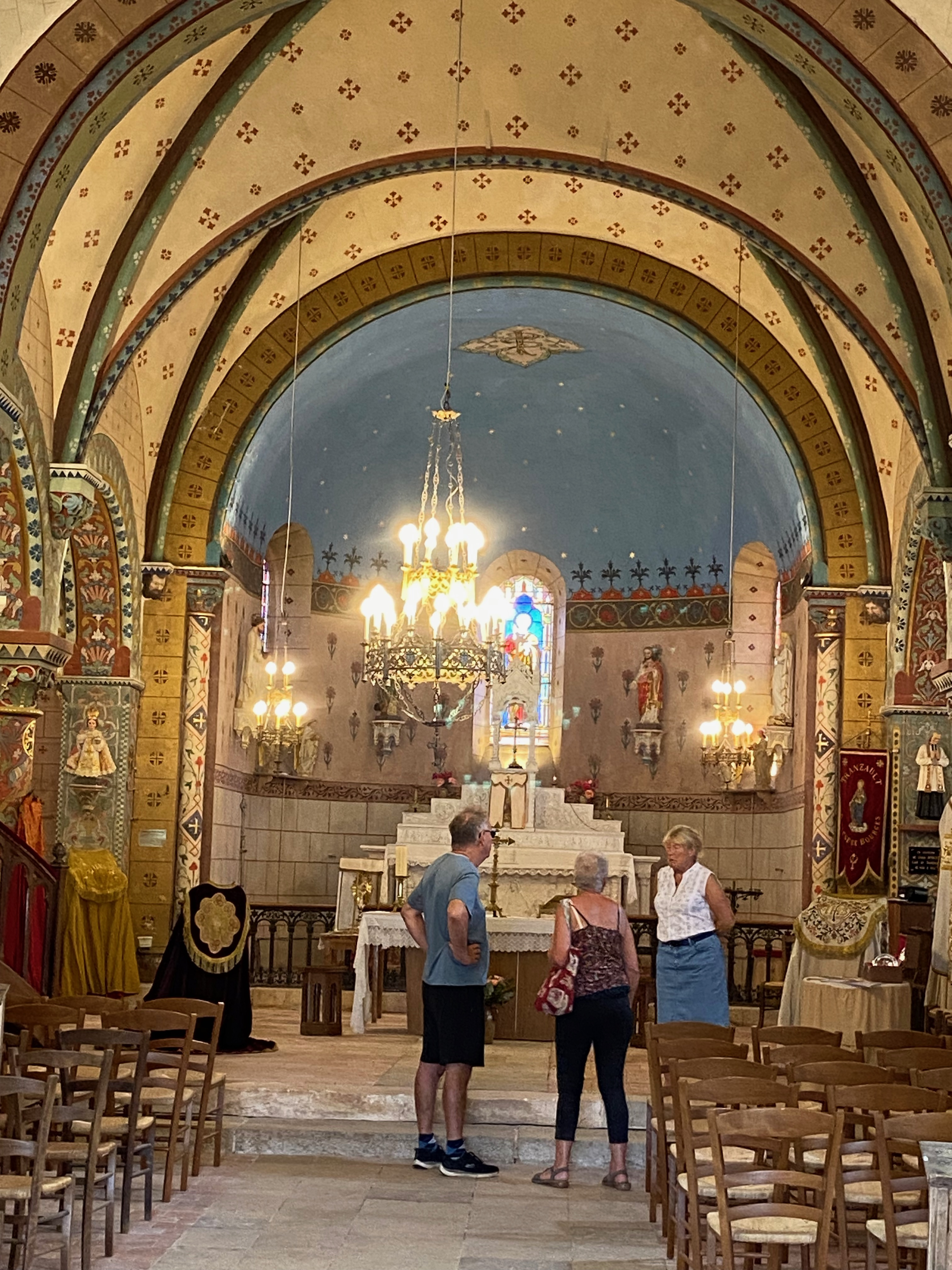
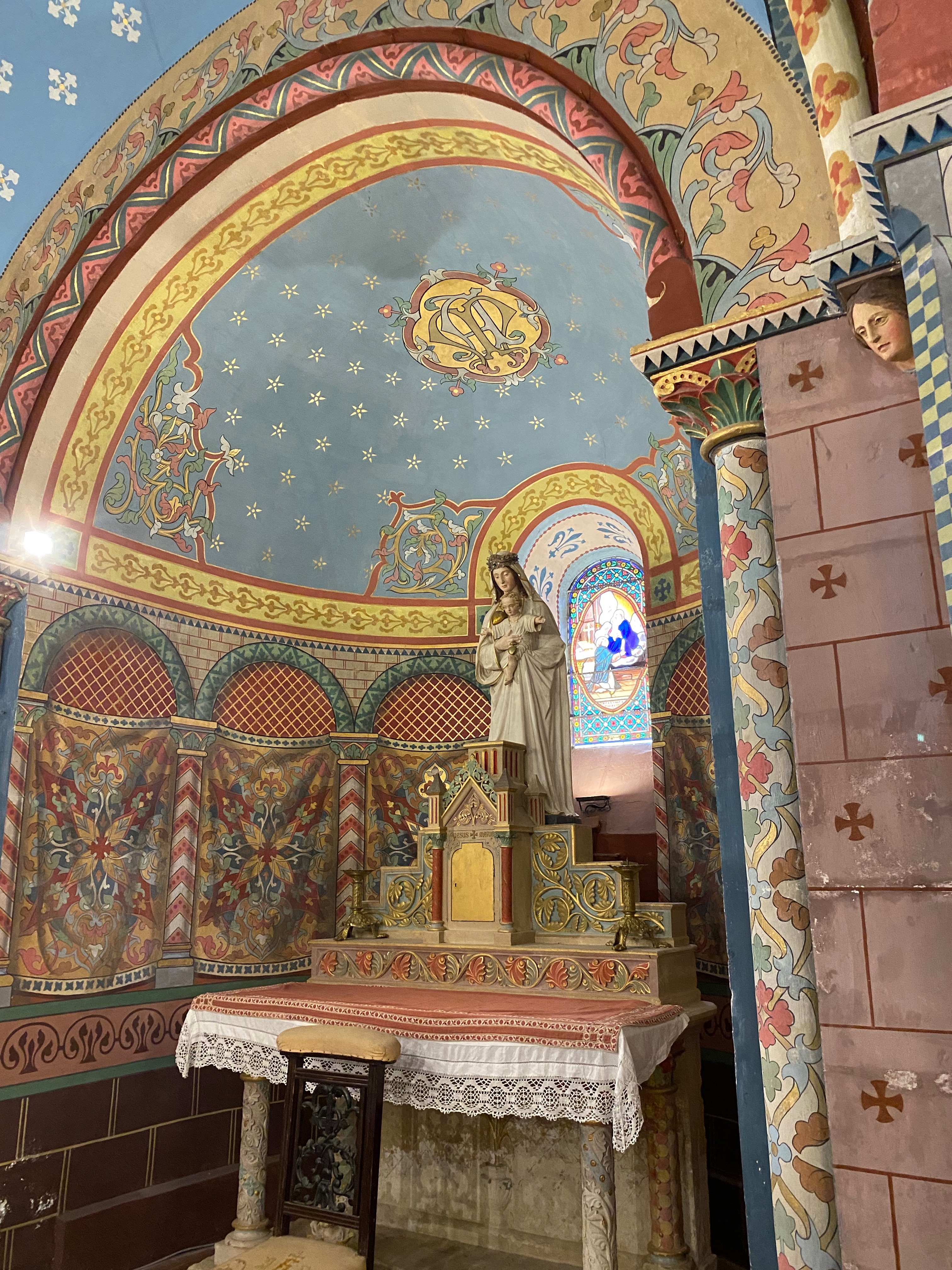
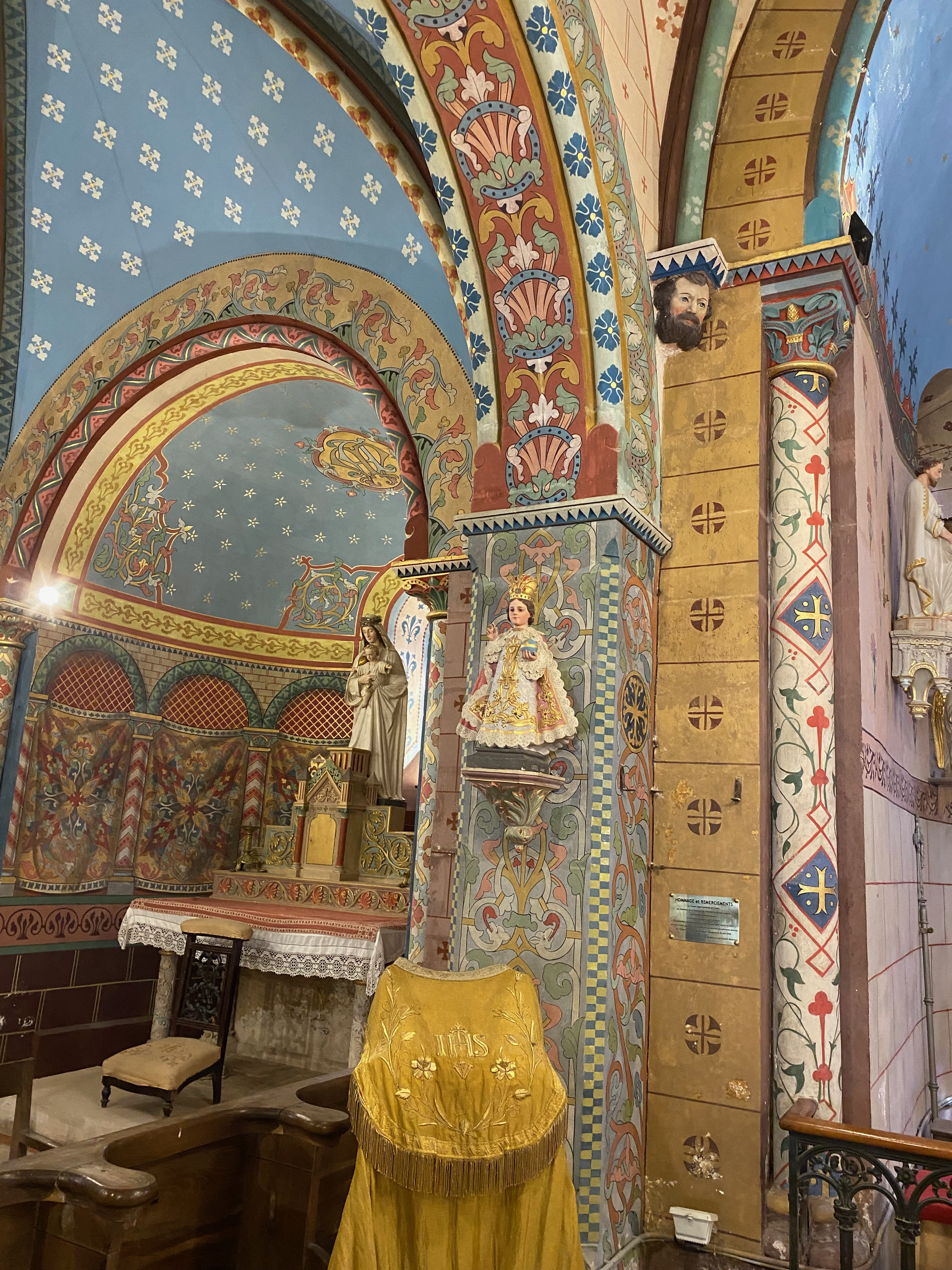
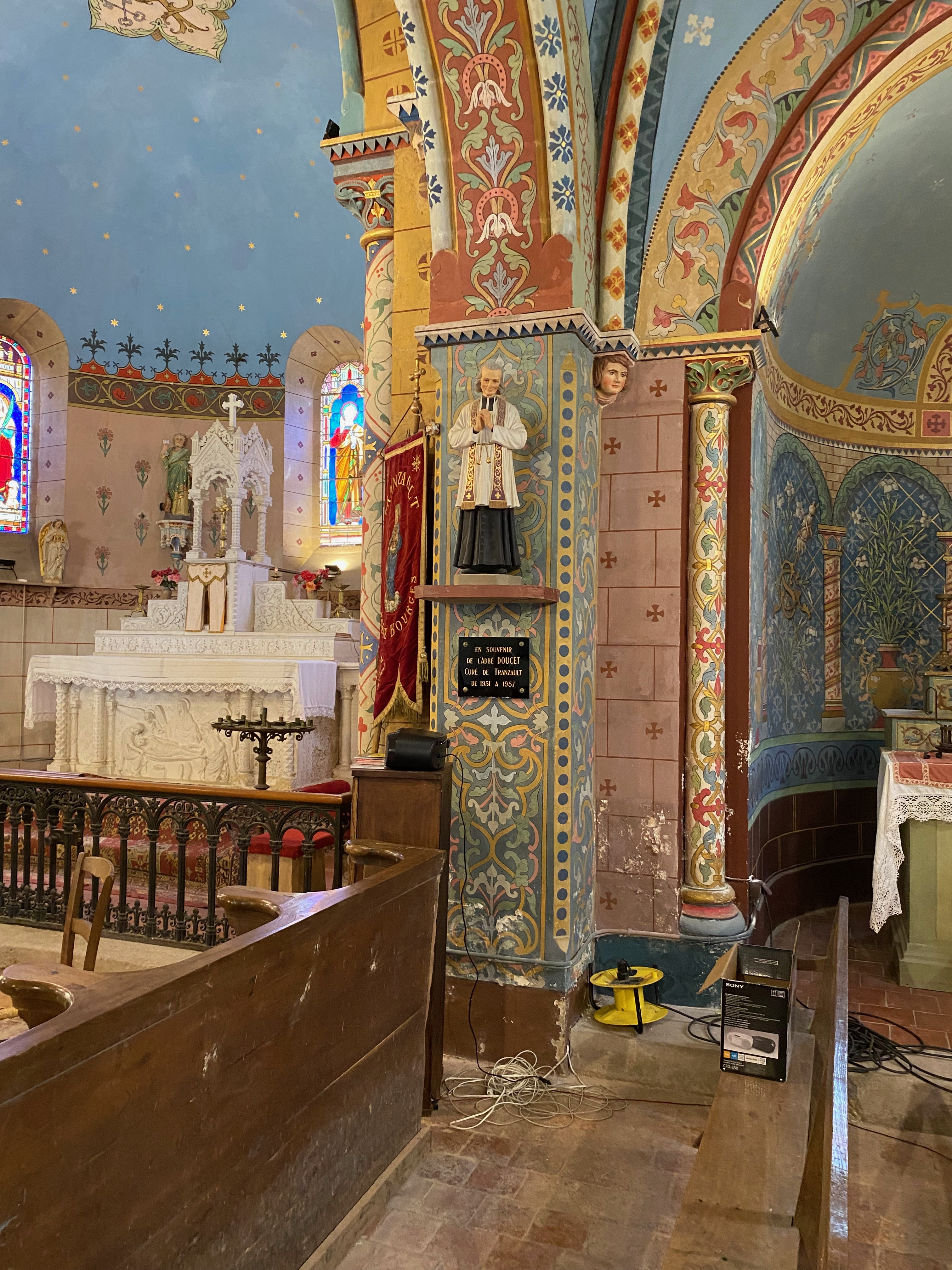

## Description
L'église est — fait inhabituel —  orientée vers le Nord , contrairement à l'orientation usuelle vers le Sud.
La structure actuelle de l’église résulte de la restauration entreprise en 1871. Le chœur agrandi comporte deux absidioles,  coté ouest une chapelle dédiée à Sainte Geneviève et à l’Est, une autre dédiée à la Vierge Marie.
Le sol du chœur est surélevé par rapport à la nef qui conserve le volume d'avant la restauration. La voûte sur la nef est posé au dessus de faisceaux d’ogives croisées non structurelles. A l’extérieur les toitures furent refaites, utilisant l’ ardoise plus légère à la place des tuiles.
Le peintre Raphaël Bodin (1878-1947), auteur de plusieurs travaux dans le Centre et en Bourgogne à la fin du XIXe siècle, réalisa la décoration murale. En bas des chapiteaux du chœur figurent 4 visages d’apôtres. La majorité des objets, tableaux et statues disposés à l’intérieur fut donnée par des familles de la paroisse au cours des années. 
L'abbé Doucet, curé de la paroisse au milieu du siècle dernier et auparavant tailleur, a réuni une collection unique d’habits liturgiques qui sont exposés à l'occasion.
Dans la deuxième partie du XXe siècle, les enduits et des peintures se dégradent progressivement. Une restauration des peintures est achevée en 2017.